# گیملی، منیتوبا
گیملی، منیوبا (به انگلیسی: Gimli, Manitoba) یک منطقهٔ مسکونی در کانادا است که در وینیپگ، منیوبا واقع شده‌است. گیملی ۳٫۰۱ کیلومتر مربع مساحت و ۲٬۲۴۶ نفر جمعیت دارد و ۲۲۲ متر بالاتر از سطح دریا واقع شده‌است.

## خواهرخوانده
شهر آکوریری خواهرخواندهٔ گیملی، منیوبا هست.